# أوليفير ميني
أوليفير ميني (10 نوفمبر 1994 في بلجيكا - ) هو لاعب كرة قدم بلجيكي في مركز الهجوم. لعب مع فاسلاند بيفيرين وK.S.V. Roeselare ‏.

## وصلات خارجية
- أوليفير ميني على موقع قاعدة بيانات كرة القدم.إي يو (الإنجليزية)
- أوليفير ميني على موقع Soccerway.com (الإنجليزية)